# Días azules
Días azules es una película española dirigida por Miguel Santesmases en el año 2006.

## Argumento
La historia de tres hermanos en dos momentos distintos de sus vidas es la que propone el director Miguel Santesmases para combinar el drama y la comedia romántica. Tres hermanos van a pasar el último fin de semana de las vacaciones de verano en su casa de Galicia. Boris, Carlos y Álex están tristes porque ya no estarán más ahí, ya que está en venta. Cada uno tiene una personalidad muy distinta. Boris, el mayor, es un vividor, alocado e irresponsable. Carlos lleva el negocio familiar de la familia, una imprenta. Y Álex va a hacer un máster en Estados Unidos. Ese fin de semana tendrá lugar un hecho que marcará sus vidas para siempre.